# Anniversaire (Angel)
Pour les articles homonymes, voir Anniversaire (homonymie) et Birthday.
Anniversaire est le 11e épisode de la saison 3 de la série télévisée Angel.

## Synopsis
Le jour de son anniversaire, Cordelia tombe dans le coma à cause d'une vision trop douloureuse. Dans ce monde mystérieux dans lequel elle est plongée, elle rencontre Skip, son guide, qui lui dit que la prochaine vision qu'elle aura la tuera, car elles ne sont pas destinées à un être humain normal, et lui propose un choix difficile. Elle peut vivre la vie qu'elle aurait eu si elle n'avait pas retrouvé Angel ; mais pour cela, elle devra tout oublier, Angel et leur cause et son pouvoir nécessaire à cette lutte. Elle s'essaie donc à cette vie confortable où elle a réussi dans son métier d'actrice et a sa propre série télévisée. Mais elle est hantée par le nom de l'hôtel Hypérion et s'y rend. Cela déclenche chez elle le souvenir de la vision qui l'a plongée dans le coma, celle d'une jeune fille en danger. Cordelia protège tant bien que mal la jeune fille d'un démon jusqu'à l'arrivée de Gunn et Wesley Wyndam-Pryce (qui est manchot), qui tuent le démon. 
Gunn et Wesley emmènent ensuite Cordelia voir Angel, qui est devenu fou car c'est lui qui reçoit les visions. Ne pouvant supporter de voir Angel dans cet état, Cordelia demande que son don lui soit restitué. Skip apparaît et lui rappelle leur marché. Mais Cordelia négocie avec lui et, puisque ses visions la tueront si elle reste humaine, Skip la transforme en demi-démon. Cordelia sort de son coma et, entourée de ses amis, a aussitôt une vision. Mais contrairement à d'habitude, elle ne ressent aucune douleur. Ses amis la regardent ébahis, et elle s'aperçoit qu'elle lévite.

## Production
Le thème musical de la sitcom de Cordelia a été écrit par David Greenwalt et est interprété par Greenwalt et Marti Noxon. Une scène de cette sitcom a été tournée puis coupée au montage mais elle figure sur les bonus du DVD de la saison 3. Le personnage de Skip a été réintroduit en raison de la réaction extrêmement positive des fans de la série après sa première apparition dans Le Martyre de Cordelia. L'acteur David Denman s'est aperçu sur le tournage de l'épisode de la popularité de son personnage, à sa grande surprise, et pensait au début que Charisma Carpenter se moquait de lui quand elle lui disait combien elle était enthousiaste d'avoir des scènes à jouer avec lui.

## Statut particulier
Noel Murray, du site The A.V. Club, estime que l'épisode met un peu de temps à démarrer mais devient « plein d'entrain » à partir de l'apparition de Skip et met fin de manière « très astucieuse » à l'intrigue secondaire récurrente, et qui « commençait à devenir lassante », des visions de plus en plus douloureuses de Cordelia. Pour Ryan Bovay, du site Critically Touched, qui lui donne la note de C+, l'épisode est ambitieux dans ses intentions mais pas totalement réussi dans son exécution, échouant notamment à créer un « univers parallèle vraiment convaincant » comme Buffy avait su le faire avec Meilleurs Vœux de Cordelia.

## Distribution

### Acteurs crédités au générique
- David Boreanaz : Angel
- Charisma Carpenter : Cordelia Chase
- Alexis Denisof : Wesley Wyndam-Pryce
- J. August Richards : Charles Gunn
- Amy Acker : Winifred « Fred » Burkle

### Acteurs crédités en début d'épisode
- Andy Hallett : Lorne
- Patrick Breen : Nevin
- Max Baker : l'employé d'hôtel
- David Denman : Skip

### Acteurs crédités en fin d'épisode
- Aimee Garcia : Cynthia
- Heather Weeks : Tammy